# Las Camelinas
Las Camelinas es una localidad de México, localizada en el municipio de Santiago Tulantepec de Lugo Guerrero en el estado de Hidalgo.

## Historia
Estadísticamente el 15 de noviembre de 2018, se desfusiona de la Colonia Felipe Ángeles; y se reconoce el 22 de abril de 2022.

## Geografía
Se encuentra en la región geográfica del Valle de Tulancingo. A la localidad le corresponden las coordenadas geográficas 20° 03’ 23.460” de latitud norte y 98° 25’ 24.160” de longitud oeste; con una altitud de 2267 m s. n. m. Cuenta con un clima semiseco templado.
En cuanto a fisiografía se encuentra en la provincia del Eje Neovolcánico, dentro de la subprovincia de Lagos y Volcanes de Anáhuac; su terreno es de lomerío. En lo que respecta a la hidrografía se encuentra posicionado en la región del Pánuco, dentro de la cuenca del río Moctezuma, y en la subcuenca del río Metztitlán.

## Demografía
En 2020 registró una población de 598 personas, lo que corresponde al 1.51 % de la población municipal. De los cuales 289 son hombres y 309 son mujeres.
| Gráfica de evolución demográfica de Las Camelinas entre 2010 y 2020                          |
|                                                                                              |
| Población de los censos y conteos del Instituto Nacional de Estadística y Geografía (INEGI). |